# Dolichopeza crassistyla
Dolichopeza crassistyla är en tvåvingeart som beskrevs av Alexander 1967. Dolichopeza crassistyla ingår i släktet Dolichopeza och familjen storharkrankar. Inga underarter finns listade i Catalogue of Life.